# Partido pa Adelanto I Inovashon Soshal
De Partido pa Adelanto i Inovashon Soshal (PAIS) is een politieke partij in Curaçao van sociaal-liberale signatuur. De partij werd in 2010 opgericht door Marcolino Franco en Alex Rosaria, die tevens partijleider werd.
De partij deed mee met de eilandsraadverkiezingen van 2010 en behaalde daar 3% van de stemmen wat onvoldoende was voor een zetel. In 2012 behaalde de partij 4 zetels bij de Statenverkiezingen. PAIS nam daarop deel aan de kabinetten Asjes, Whiteman I en Whiteman II.
Bij de Statenverkiezingen van 2016 verloor PAIS al haar zetels. Rosaria stapte hierna op als partijleider. Aan de statenverkiezingen in 2017 en 2021 heeft de partij niet deelgenomen.